# Volkshotel
Volkshotel is een hotel in het voormalige kantoorgebouw van dagblad de Volkskrant in Amsterdam.
Dit gebouw ligt aan de Wibautstraat en werd in juni 2014 geopend als hotel. Het gebouw werd in 1965 geopend als hoofdkantoor van de Volkskrant. De redactie verhuisde in 2007, waarna in november 2007 het restaurant Canvas zich op de zevende etage in de voormalige cantine vestigde. Zes jaar later werd het omgebouwd tot een volwaardig hotel. De broedplaats VKG, voor kunstenaars, creatieve en maatschappelijke ondernemers, verhuisde naar de achterkant van het gebouw.

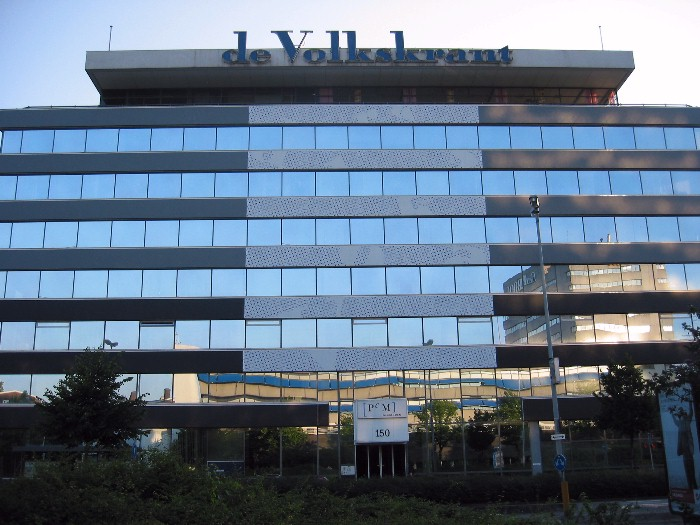
Het gebouw in 2004, toen nog hoofdkantoor van de Volkskrant